# Grattacieli di Hong Kong

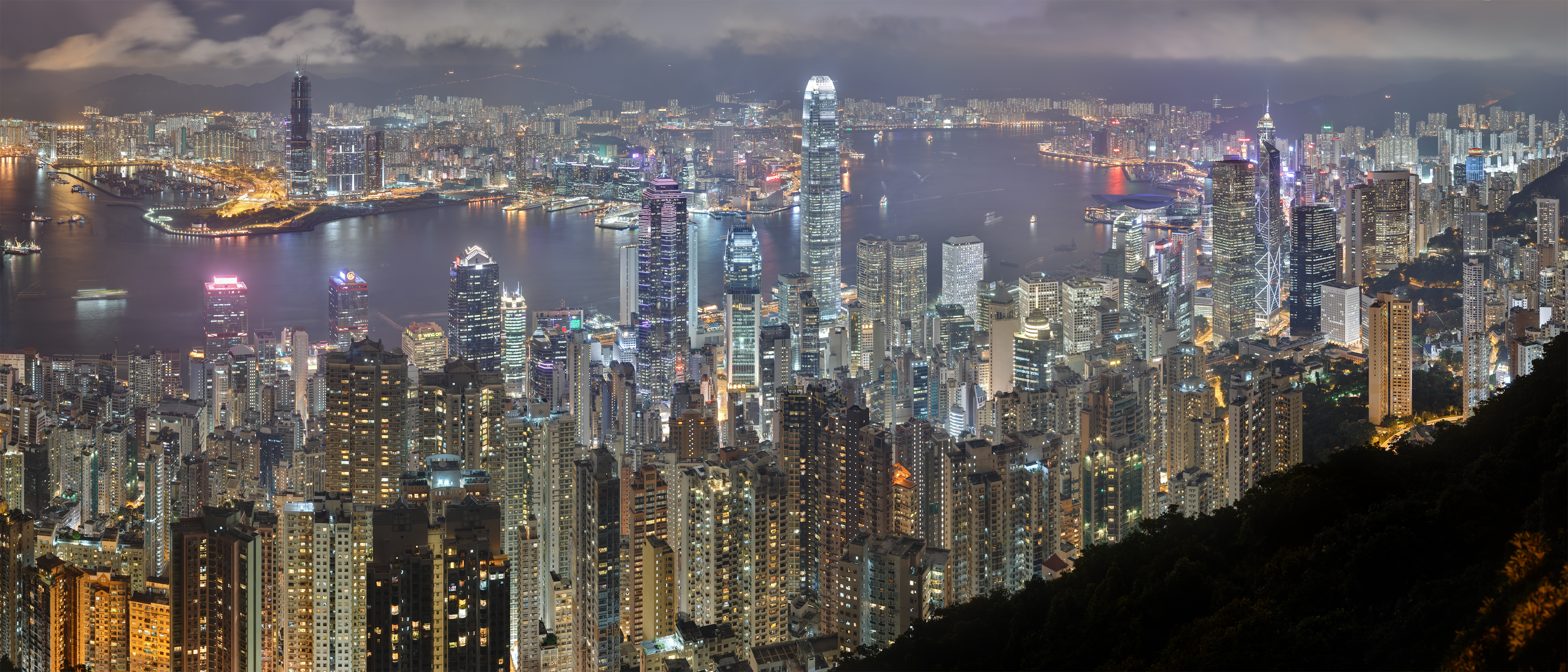
Victoria Harbour e lo skyline di Hong Kong di notte

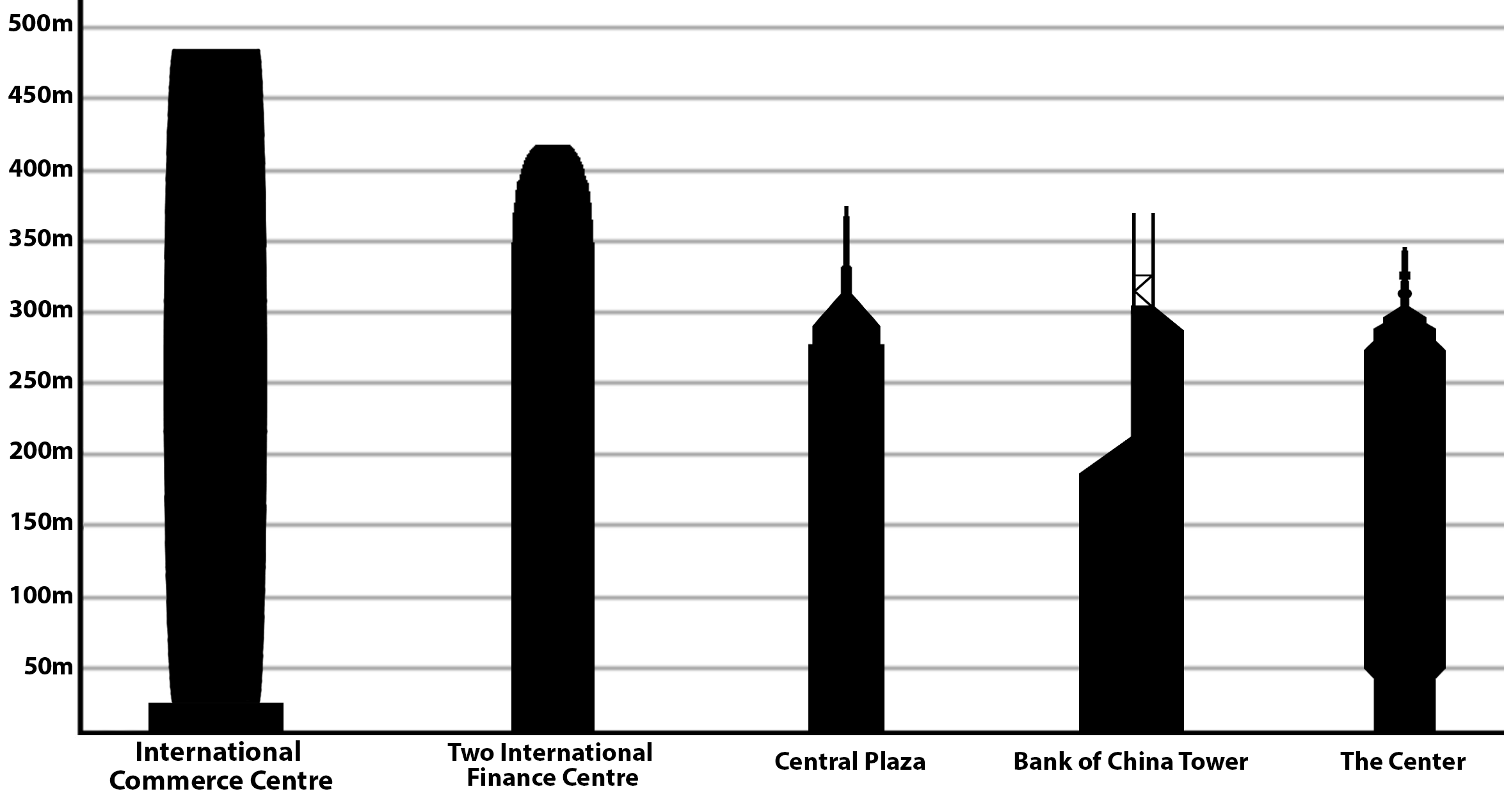
Diagramma di confronto tra i grattacieli più alti di Hong Kong

La Regione amministrativa cinese di Hong Kong ha 7.829 grattacieli, 1.294 grattacieli con una altezza superiore ai 100 metri e almeno 315 edifici oltre i 150 metri di altezza. L'International Commerce Centre, completato nel 2010 con i suoi 118 piani e 484 metri di altezza è l'edificio più alto di Hong Kong e nono nel mondo.

## Paesaggio urbano
La maggior parte dei grattacieli di Hong Kong sono concentrati lungo la riva nord dell'isola di Hong Kong, Kowloon, New Kowloon, e nelle New Towns (città satellite) dei nuovi territori, come ad esempio Tuen Mun o Sha Tin. Ulteriori grattacieli si trovano sul Ap Lei Chau, lungo il litorale sud di Hong Kong e le aree in prossimità di stazioni della Mass Transit Railway (MTR).
Lo skyline di Hong Kong è considerato tra i migliori al mondo, con le montagne circostanti e Victoria Harbour integrando i grattacieli. Ogni sera, almeno 44 grattacieli ed edifici su entrambi i lati del Victoria Harbour si accendono in uno spettacolo sincronizzato chiamato A Symphony of Lights, nominato dal Guinness dei Primati come la più grande luce permanente e Sound Festival nel mondo.

## Grattacieli famosi e importanti
- International Commerce Centre (abbreviato ICC), al 1º di Austin Road, West Kowloon.
- Two International Finance Centre (abbreviato 2IFC), collocato sopra la MTR Hong Kong Station all'8 di Finance Street, Central.
- Central Plaza, al 18di Harbour Road, Wan Chai.
- Bank of China Tower (abbreviato BOC Tower), al 1º di Garden Road, Central.
- Cheung Kong Centre al 2 di Queen's Road Central, Central.
- The Center, al 99 di Queen's Road Central, Central.
- Hopewell Centre, al 183 di Queen's Road East, Wanchai.
- HSBC Main Building (conosciuto anche come HSBC Tower), al 1º di Queen's Road Central, Central.
- Jardine House, (originariamente chiamato Connaught Centre) al 1º di Connaught Place, Central.

## Elenco

### Completati
| Rank | Nome                                          | Immagine                  | Altezza m (ft) | N° piani            | Utilizzo            | Anno                         | Coordinate                                                                                                 | Note |
| ---- | --------------------------------------------- | ------------------------- | -------------- | ------------------- | ------------------- | ---------------------------- | --- | --- |
| 1    | International Commerce Centre                 |                           | 484 (1,588)    | 108                 | Hotel, uffici       | 2010                         | 22°18′12.21″N 114°09′36.61″E                                                                               | - 9º posto al mondo - Edificio più alto di Hong Kong dal 2010. - Hotel più alto al mondo: The Ritz-Carlton, Hong Kong |
| 2    | Two International Finance Centre              |                           | 416 (1,364)    | 88                  | Uffici              | 2003                         | 22°17′07.09″N 114°09′33.37″E                                                                               | - 24º posto al mondo - Edificio più alto di Hong Kong dal 2003 al 2010. Rimane edificio più alto sull'isola di Hong Kong. - Edificio più alto completato negli anni 2000. |
| 3    | Central Plaza                                 |                           | 374 (1,227)    | 78                  | Uffici              | 1992                         | 22°16′48″N 114°10′25″E                                                                                     | - Edificio più alto del mondo al di fuori degli Stati Uniti 1992-1996. - Edificio più alto al mondo in cemento armato fino al completamento di CITIC Plaza nel 1997. - Secondo edificio al di fuori degli Stati Uniti a salire più alto di 305 m (1,001 ft), dopo la Bank of China Tower. - Edificio più alto completato nel 1990. - Ospita la chiesa più alta del mondo.. |
| 4    | Bank of China Tower                           |                           | 367 (1,205)    | 70                  | Uffici              | 1990                         | 22°16′45″N 114°09′41″E                                                                                     | - Primo edificio al di fuori degli Stati Uniti a salire più alto di 305 m (1,001 ft) di altezza. |
| 5    | The Centre                                    |                           | 346 (1,135)    | 73                  | Uffici              | 1998                         | 22°17′05″N 114°09′16″E                                                                                     | [ 23 ] [ 24 ] |
| 6    | Nina Tower                                    |                           | 319 (1,048)    | 80                  | Hotel, uffici       | 2007                         | 22°22′07″N 114°06′47″E                                                                                     | [ 25 ] [ 26 ] |
| 7    | One Island East                               |                           | 298 (979)      | 68                  | Uffici              | 2008                         | 22°17′09.8″N 114°12′48.1″E                                                                                 | [ 27 ] [ 28 ] |
| 8    | Cheung Kong Centre                            |                           | 283 (928)      | 63                  | Uffici              | 1999                         | 22°16′46″N 114°09′37″E                                                                                     | [ 29 ] [ 30 ] |
| 9    | The Cullinan North Tower                      |                           | 270 (886)      | 68                  | Residenziale        | 2008                         | 22°18′20.84″N 114°09′39.28″E                                                                               | [ 31 ] [ 32 ] |
| 9    | The Cullinan South Tower                      | 270 (886)                 | 68             | Hotel, residenziale | 2008                | 22°18′17.4″N 114°09′38.26″E  | [ 32 ] [ 33 ]                                                                                              | |
| 11   | The Masterpiece                               |                           | 261 (856)      | 64                  | Hotel, residenziale | 2008                         | 22°17′51″N 114°10′26″E                                                                                     | |
| 12   | Sorrento 1                                    |                           | 256 (841)      | 75                  | Residenziale        | 2003                         | 22°18′24.24″N 114°09′40.92″E                                                                               | [ 34 ] [ 35 ] |
| 13   | Langham Place Office Tower                    |                           | 255 (837)      | 59                  | Uffici              | 2004                         | 22°19′07.81″N 114°10′06.49″E                                                                               | [ 36 ] [ 37 ] |
| 14   | Highcliff                                     |                           | 252 (828)      | 72                  | Residenziale        | 2003                         | 22°15′54″N 114°11′03″E                                                                                     | [ 38 ] [ 39 ] |
| 15   | The Harbourside                               |                           | 251 (824)      | 73                  | Residenziale        | 2004                         | 22°18′11.05″N 114°09′41.4″E                                                                                | [ 40 ] [ 41 ] |
| 16   | Manulife Plaza                                |                           | 240 (789)      | 52                  | Uffici              | 1998                         | 22°16′42″N 114°11′04.6″E                                                                                   | [ 42 ] [ 43 ] |
| 17   | Sorrento 2                                    |                           | 236 (773)      | 66                  | Residenziale        | 2003                         | 22°18′23.97″N 114°09′42.55″E                                                                               | [ 35 ] [ 44 ] |
| 18   | The Harbourfront Landmark                     |                           | 233 (763)      | 70                  | Residenziale        | 2001                         | 22°18′12″N 114°11′35″E                                                                                     | [ 45 ] [ 46 ] |
| 19   | The Arch                                      |                           | 231 (758)      | 65                  | Residenziale        | 2005                         | 22°18′12.24″N 114°09′46.73″E                                                                               | [ 47 ] [ 48 ] |
| 20   | Cosco Tower                                   |                           | 228 (748)      | 53                  | Uffici              | 1998                         | 22°17′07.55″N 114°09′11.12″E                                                                               | [ 49 ] [ 50 ] |
| 21   | The Belcher's Tower 5                         |                           | 227 (744)      | 61                  | Residenziale        | 2001                         | 22°17′06.28″N 114°08′01.35″E                                                                               | [ 51 ] [ 52 ] |
| 21   | The Belcher's Tower 6                         | 227 (744)                 | 61             | Residenziale        | 2001                | 22°17′07.77″N 114°08′00.34″E | [ 52 ] [ 53 ]                                                                                              | |
| 23   | Hopewell Centre                               |                           | 222 (728)      | 64                  | Uffici              | 1980                         | 22°16′28.25″N 114°10′17.76″E                                                                               | - Edificio più alto completato nel 1980. |
| 24   | The Belcher's Tower 1                         |                           | 221 (724)      | 63                  | Residenziale        | 2000                         | 22°17′04.89″N 114°07′57.41″E                                                                               | [ 52 ] [ 54 ] |
| 24   | The Belcher's Tower 2                         | 221 (724)                 | 63             | Residenziale        | 2000                | 22°17′04.54″N 114°07′58.85″E | [ 52 ] [ 55 ]                                                                                              | |
| 26   | Tregunter 3                                   |                           | 220 (721)      | 66                  | Residenziale        | 1993                         | 22°16′27.67″N 114°09′09.86″E                                                                               | - Edificio residenziale, più alto, del mondo dal 1993 al 2001. |
| 27   | The Summit                                    |                           | 220 (721)      | 65                  | Residenziale        | 2001                         | 22°15′55.9″N 114°11′01″E                                                                                   | [ 58 ] [ 59 ] |
| 28   | Grand Promenade 2–5                           |                           | 219 (718)      | 66                  | Residenziale        | 2005                         | 22°17′06.85″N 114°13′28.42″E                                                                               | [ 60 ] [ 61 ] |
| 29   | Sorrento 3                                    |                           | 218 (715)      | 64                  | Residenziale        | 2003                         | 22°18′23.06″N 114°09′44.93″E                                                                               | [ 35 ] [ 62 ] |
| 30   | LOHAS Park Phase 2B Le Prime Towers 6−8       |                           | 215 (705)      | 66                  | Residenziale        | 2011                         | 22°17′39.31″N 114°16′19.82″E                                                                               | - Ciascuno dei tre edifici comunicanti hanno nomi diversi per i lati sinistro e destro: - Torre 6, (sinistra): Oxford, (destra): Primroses - Torre 7, (sinistra): Vision, (destra): Pink Orchard - Torre 8, (sinistra): Sunshine, (destra): Flora |
| 31   | Sun Hung Kai Centre                           |                           | 215 (704)      | 56                  | Uffici              | 1981                         | 22°16′48.8″N 114°10′37.01″E                                                                                | [ 70 ] [ 71 ] |
| 32   | The Belcher's Tower 3                         |                           | 214 (704)      | 61                  | Residenziale        | 2001                         | 22°17′04.91″N 114°08′01.98″E                                                                               | [ 52 ] [ 72 ] |
| 32   | The Belcher's Tower 8                         | 214 (704)                 | 61             | Residenziale        | 2001                | 22°17′08.98″N 114°07′59.75″E | [ 52 ] [ 73 ]                                                                                              | |
| 34   | Island Shangri-La                             |                           | 213 (700)      | 57                  | Hotel               | 1991                         | 22°16′38″N 114°09′51″E                                                                                     | - This building is the tallest completed all-hotel building in the city. |
| 35   | Victoria Towers 1                             |                           | 213 (699)      | 62                  | Residenziale        | 2003                         | 22°18′07.67″N 114°10′05.46″E                                                                               | [ 76 ] [ 77 ] |
| 35   | Victoria Towers 2                             | 213 (699)                 | 62             | Residenziale        | 2003                | 22°18′08.89″N 114°10′06.34″E | [ 77 ] [ 78 ]                                                                                              | |
| 35   | Victoria Towers 3                             | 213 (699)                 | 62             | Residenziale        | 2003                | 22°18′09.7″N 114°10′07.62″E  | [ 77 ] [ 79 ]                                                                                              | |
| 35   | Shining Heights                               |                           | 213 (699)      | 55                  | Residenziale        | 2009                         | 22°19′31.19″N 114°09′44.52″E                                                                               | [ 80 ] |
| 39   | Sorrento 5                                    |                           | 212 (696)      | 62                  | Residenziale        | 2003                         | 22°18′22.57″N 114°09′46.18″E                                                                               | [ 35 ] [ 81 ] |
| 39   | Indi Home                                     |                           | 212 (696)      | 56                  | Residenziale        | 2005                         | 22°21′58.25″N 114°07′05.7″E                                                                                | [ 82 ] [ 83 ] [ 84 ] |
| 42   | LOHAS Park Phase 1 The Capitol Tower 1        |                           | 210 (689)      | 61                  | Residenziale        | 2009                         | 22°17′42.86″N 114°16′17.25″E                                                                               | - The left side of this building is known as Banff Tower, while the right side is known as Florence Tower. |
| 42   | LOHAS Park Phase 1 The Capitol Tower 2        | 210 (689)                 | 61             | Residenziale        | 2009                | 22°17′44.41″N 114°16′17.78″E | - The left side of this building is known as Lucerne Tower, while the right side is known as Madrid Tower. | |
| 42   | LOHAS Park Phase 3A Hemera Tower 1            |                           | 210 (689)      | 60                  | Residenziale        | 2014                         | 22°17′47.72″N 114°16′09.82″E                                                                               | - This building is also known as Diamond Tower. |
| 42   | LOHAS Park Phase 3A Hemera Tower 2            | 210 (689)                 | 60             | Residenziale        | 2014                | 22°17′48.62″N 114°16′11.2″E  | - This building is also known as Emerald Tower.                                                            | |
| 42   | One International Finance Centre              |                           | 210 (689)      | 38                  | Uffici              | 1998                         | 22°17′06.52″N 114°09′24.68″E                                                                               | [ 91 ] [ 92 ] |
| 47   | Grand Promenade 1                             |                           | 209 (686)      | 63                  | Residenziale        | 2005                         | 22°17′06.08″N 114°13′26.75″E                                                                               | [ 61 ] [ 93 ] [ 94 ] |
| 47   | Grand Promenade 6                             | 209 (686)                 | 63             | Residenziale        | 2005                | 22°17′05.93″N 114°13′30.34″E | [ 61 ] [ 95 ] [ 96 ]                                                                                       | |
| 49   | MetroPlaza Tower 2                            |                           | 209 (685)      | 47                  | Uffici              | 1992                         | 22°21′26.95″N 114°07′34.83″E                                                                               | [ 97 ] [ 98 ] |
| 50   | The Hermitage 1–3                             | The Hermitage (Hong Kong) | 207 (680)      | 55                  | Residenziale        | 2011                         | 22°19′03.66″N 114°09′54.22″E                                                                               | [ 99 ] [ 100 ] |
| 50   | One Silversea 1-8                             |                           | 207 (680)      | 46                  | Residenziale        | 2006                         | 22°19′31.76″N 114°09′15.65″E                                                                               | |
| 51   | Sorrento 6                                    |                           | 206 (676)      | 60                  | Residenziale        | 2003                         | 22°18′22.08″N 114°09′47.69″E                                                                               | [ 35 ] [ 101 ] |
| 51   | LOHAS Park Phase 1 The Capitol Tower 3        |                           | 206 (676)      | 59                  | Residenziale        | 2009                         | 22°17′46.03″N 114°16′18.23″E                                                                               | - |
| 51   | LOHAS Park Phase 1 The Capitol Tower 5        | 206 (676)                 | 59             | Residenziale        | 2009                | 22°17′47.35″N 114°16′18.77″E | - | |
| 51   | LOHAS Park Phase 2C Le Splendeur Towers 9–11  |                           | 206 (676)      | 63                  | Residenziale        | 2012                         | 22°17′41.05″N 114°16′23.08″E                                                                               | - Tower 9, (L): Almond Blossom, (R): Bouquet - Tower 10, (L): Flamingos, (R): Irises - Tower 11, (L): Meadowland, (R): Morning Haze |
| 51   | Bellagio Tower 1–5                            |                           | 206 (676)      | 64                  | Residenziale        | 2005                         | 22°21′57.31″N 114°03′43.04″E                                                                               | [ 112 ] |
| 56   | Citibank Plaza                                |                           | 206 (674)      | 51                  | Uffici              | 1992                         | 22°16′43.32″N 114°09′38.52″E                                                                               | [ 113 ] [ 114 ] |
| 56   | May House                                     |                           | 206 (674)      | 47                  | Governativo         | 2004                         | 22°16′43.59″N 114°10′04.66″E                                                                               | - Conosciuto anche come Arsenal House. |
| 58   | Metro Town Tower 1                            |                           | 205 (673)      | 62                  | Residenziale        | 2006                         | 22°18′17.58″N 114°15′09.78″E                                                                               | [ 117 ] [ 118 ] |
| 58   | Metro Town Tower 2                            | 205 (673)                 | 62             | Residenziale        | 2006                | 22°18′16.63″N 114°15′08.74″E | [ 118 ] [ 119 ] [ 120 ]                                                                                    | |
| 58   | Four Seasons Place                            |                           | 205 (673)      | 55                  | Hotel, residenziale | 2005                         | 22°17′11.57″N 114°09′24.6″E                                                                                | [ 121 ] [ 122 ] |
| 61   | Hysan Place                                   |                           | 204 (670)      | 36                  | Uffice, commerciale | 2012                         | 22°16′47.28″N 114°11′00.96″E                                                                               | - Il primo edificio della città a conseguire un certificato LEED platinum. |
| 62   | Island Resort Tower 1–2                       |                           | 202 (663)      | 60                  | Residenziale        | 2001                         | 22°15′59.25″N 114°15′00.52″E                                                                               | [ 125 ] [ 126 ] |
| 62   | Island Resort Tower 3–5                       | 202 (663)                 | 60             | Residenziale        | 2001                | 22°15′56.13″N 114°15′05.14″E | [ 125 ] [ 127 ]                                                                                            | |
| 62   | Island Resort Tower 6–7                       | 202 (663)                 | 60             | Residenziale        | 2001                | 22°15′58.36″N 114°15′05.2″E  | [ 125 ] [ 128 ]                                                                                            | |
| 62   | Island Resort Tower 8–9                       | 202 (663)                 | 60             | Residenziale        | 2001                | 22°16′00.15″N 114°15′02.77″E | [ 125 ] [ 129 ]                                                                                            | |
| 66   | China Online Centre                           |                           | 201 (660)      | 52                  | Uffici              | 2000                         | 22°16′45.16″N 114°10′42.1″E                                                                                | [ 130 ] [ 131 ] |
| 67   | LOHAS Park Phase 2A Le Prestige Towers 1–3, 5 |                           | 200 (656)      | 61                  | Residenziale        | 2010                         | 22°17′35.19″N 114°16′21.45″E                                                                               | - Tower 1, (L): Moon Light, (R): Mona Lisa - Tower 2, (L): Swan Lake, (R): Sunflower - Tower 3, (L): Four Seasons, (R): Starry Night - Tower 5, (L): Blue Danube, (R): Water Lilies |
| 67   | LOHAS Park Phase 1 The Capitol Tower 6        |                           | 200 (656)      | 57                  | Residenziale        | 2009                         | 22°17′49″N 114°16′19.61″E                                                                                  | - |
| 69   | Conrad Hong Kong Hotel                        |                           | 199 (653)      | 61                  | Hotel, residenziale | 1991                         | 22°16′36.28″N 114°09′54.48″E                                                                               | [ 142 ] [ 143 ] |
| 70   | Queensway Government Offices                  |                           | 199 (652)      | 56                  | Uffici              | 1985                         | 22°16′40″N 114°09′50″E                                                                                     | [ 144 ] [ 145 ] |
| 71   | Le Point Tower 06                             |                           | 198 (651)      | 60                  | Residenziale        | 2008                         | 22°18′15.67″N 114°15′04.62″E                                                                               | [ 146 ] |
| 71   | Le Point Tower 07                             | 198 (651)                 | 60             | Residenziale        | 2008                | 22°18′16.37″N 114°15′04.15″E | [ 146 ] | |
| 73   | Bellagio Tower 6–9                            |                           | 198 (650)      | 60                  | Residenziale        | 2002                         | 22°22′00.54″N 114°03′39.5″E                                                                                | [ 147 ] |
| 73   | The Hermitage 6–8                             | The Hermitage (Hong Kong) | 198 (650)      | 49                  | Residenziale        | 2011                         | 22°19′03.57″N 114°09′50.3″E                                                                                | [ 100 ] [ 148 ] |
| 75   | Manhattan Hill 1–2                            |                           | 198 (649)      | 51                  | Residenziale        | 2006                         | 22°20′02.78″N 114°08′32.05″E                                                                               | [ 149 ] [ 150 ] |
| 76   | The Merton 1                                  |                           | 197 (646)      | 59                  | Residenziale        | 2005                         | 22°17′00.3″N 114°07′34.22″E                                                                                | [ 151 ] [ 152 ] |
| 77   | The Pacifica 1                                |                           | 197 (645)      | 50                  | Residenziale        | 2005                         | 22°20′07.63″N 114°08′58.07″E                                                                               | [ 153 ] [ 154 ] |
| 77   | The Pacifica 2–5                              | 197 (645)                 | 50             | Residenziale        | 2005                | 22°20′05.13″N 114°08′59.22″E | [ 154 ] [ 155 ]                                                                                            | |
| 77   | The Pacifica 6                                | 197 (645)                 | 50             | Residenziale        | 2005                | 22°20′02.76″N 114°09′00.54″E | [ 154 ] [ 156 ]                                                                                            | |
| 77   | The Pacifica 7                                | 197 (645)                 | 50             | Residenziale        | 2005                | 22°20′02.62″N 114°08′58.53″E | [ 154 ] [ 157 ]                                                                                            | |
| 77   | Wharf Cable Tower                             |                           | 197 (645)      | 41                  | Uffici, industriale | 1993                         | 22°22′22.7″N 114°06′25.7″E                                                                                 | - Edificio industriale più alto della città |
| 77   | Chelsea Court Tower North                     |                           | 197 (645)      | 59                  | Residenziale        | 2005                         | 22°21′59.87″N 114°07′02.15″E                                                                               | [ 159 ] |
| 77   | Chelsea Court Tower West                      | 197 (645)                 | 59             | Residenziale        | 2005                | 22°22′00.49″N 114°07′01.26″E | [ 160 ] | |
| 84   | Aigburth                                      |                           | 196 (643)      | 48                  | Residenziale        | 1999                         | 22°16′24.71″N 114°09′10.98″E                                                                               | [ 161 ] [ 162 ] |
| 85   | Vision City 2                                 |                           | 195 (640)      | 54                  | Residenziale        | 2007                         | 22°22′12.5″N 114°06′48.81″E                                                                                | [ 163 ] [ 164 ] |
| 85   | Vision City 3                                 | 195 (640)                 | 54             | Residenziale        | 2007                | 22°22′13.44″N 114°06′49.59″E | [ 164 ] [ 165 ]                                                                                            | |
| 85   | Vision City 5                                 | 195 (640)                 | 54             | Residenziale        | 2007                | 22°22′14.32″N 114°06′50.88″E | - | |
| 85   | Le Point Tower 08                             |                           | 195 (640)      | 59                  |                     | 2008                         | 22°18′17.74″N 114°15′05.49″E                                                                               | [ 167 ] |
| 85   | Le Point Tower 09                             | 195 (640)                 | 59             | Residenziale        | 2008                | 22°18′18.81″N 114°15′06.59″E | [ 167 ] | |
| 85   | Le Point Tower 10                             | 195 (640)                 | 59             | Residenziale        | 2008                | 22°18′19.88″N 114°15′07.69″E | [ 167 ] | |
| 91   | Times Square Natwest Tower                    |                           | 194 (636)      | 40                  | Uffici              | 1993                         | 22°16′41.74″N 114°10′57.67″E                                                                               | [ 168 ] [ 169 ] |
| 92   | Primrose Hill Tower 3                         |                           | 193 (634)      | 58                  | Residenziale        | 2010                         | 22°22′20.35″N 114°07′48.58″E                                                                               | [ 170 ] |
| 93   | Vision City 1                                 |                           | 192 (630)      | 53                  | Residenziale        | 2007                         | 22°22′10.9″N 114°06′48.16″E                                                                                | [ 164 ] [ 171 ] |
| 94   | 39 Conduit Road                               |                           | 192 (629)      | 42                  | Residenziale        | 2009                         | 22°16′54.95″N 114°08′47.84″E                                                                               | [ 172 ] |
| 95   | Banyan Garden 2                               |                           | 191 (628)      | 57                  | Residenziale        | 2003                         | 22°20′03.88″N 114°08′49.51″E                                                                               | [ 173 ] [ 174 ] |
| 95   | Banyan Garden 6                               | 191 (628)                 | 57             | Residenziale        | 2003                | 22°20′04.15″N 114°08′52.89″E | [ 174 ] [ 175 ]                                                                                            | |
| 95   | Banyan Garden 7                               | 191 (628)                 | 57             | Residenziale        | 2003                | 22°20′05.28″N 114°08′52.8″E  | [ 174 ] [ 176 ]                                                                                            | |
| 98   | LOHAS Park Phase 3A Hemera Tower 3            |                           | 190 (624)      | 54                  | Residenziale        | 2014                         | 22°17′49.31″N 114°16′12.82″E                                                                               | - |
| 98   | LOHAS Park Phase 3A Hemera Tower 5            | 190 (624)                 | 54             | Residenziale        | 2014                | 22°17′49.9″N 114°16′14.04″E  | - | |
| 100  | The Centrium                                  |                           | 189 (620)      | 41                  | Uffici              | 2001                         | 22°16′50.56″N 114°09′16.88″E                                                                               | [ 179 ] [ 180 ] |
| 100  | The Merton 2                                  |                           | 189 (620)      | 55                  | Residenziale        | 2005                         | 22°16′59.31″N 114°07′34.43″E                                                                               | [ 181 ] |
| 102  | Metro Town Tower 3                            |                           | 188 (617)      | 57                  | Residenziale        | 2006                         | 22°18′15.76″N 114°15′07.75″E                                                                               | [ 118 ] [ 182 ] [ 183 ] |
| 102  | Metro Town Tower 5                            | 188 (617)                 | 57             | Residenziale        | 2006                | 22°18′14.34″N 114°15′05.95″E | - | |
| 102  | One Exchange Square                           |                           | 188 (617)      | 52                  | Uffici              | 1985                         | 22°17′00″N 114°09′30.51″E                                                                                  | [ 186 ] |
| 102  | Two Exchange Square                           | 188 (617)                 | 52             | Uffici              | 1985                | 22°17′01.86″N 114°09′30.18″E | [ 187 ] | |
| 102  | Oxford House Time Warner                      | —                         | 188 (617)      | 41                  | Uffici              | 1999                         | 22°17′12.58″N 114°12′49.64″E                                                                               | [ 188 ] |
| 107  | Millennium City 5                             |                           | 187 (614)      | 45                  | Uffici              | 2004                         | 22°18′44.44″N 114°13′30.53″E                                                                               | [ 189 ] [ 190 ] |
| 107  | Landmark East Tower 1                         |                           | 187 (614)      | 43                  | Uffici              | 2008                         | 22°18′43.3″N 114°13′23.5″E                                                                                 | [ 191 ] |
| 107  | Landmark East Tower 2                         | 187 (614)                 | 43             | Hotel, uffici       | 2008                | 22°18′44.52″N 114°13′20.43″E | [ 192 ] | |
| 107  | 9 Queen's Road Central                        |                           | 187 (614)      | 39                  | Uffici              | 1991                         | 22°16′49.09″N 114°09′30.56″E                                                                               | [ 193 ] [ 194 ] |
| 111  | Entertainment Building                        |                           | 187 (612)      | 33                  | Uffici              | 1993                         | 22°16′53.4″N 114°09′23.5″E                                                                                 | [ 195 ] [ 196 ] |
| 111  | Manhattan Hill 3                              |                           | 187 (612)      | 48                  | Residenziale        | 2006                         | 22°20′04.72″N 114°08′32.49″E                                                                               | [ 150 ] [ 197 ] |
| 111  | Manhattan Hill 5                              | 187 (612)                 | 48             | Residenziale        | 2006                | 22°20′06.32″N 114°08′32.77″E | [ 150 ] [ 198 ]                                                                                            | |
| 111  | Manhattan Hill 6                              | 187 (612)                 | 48             | Residenziale        | 2006                | 22°20′08.01″N 114°08′33.26″E | [ 150 ] [ 199 ]                                                                                            | |
| 115  | Lippo Centre II                               |                           | 186 (610)      | 48                  | Uffici              | 1988                         | 22°16′45.27″N 114°09′48.25″E                                                                               | [ 200 ] [ 201 ] |
| 116  | The Westpoint                                 |                           | 186 (609)      | 41                  | Uffici              | 1999                         | 22°17′16.44″N 114°08′23.28″E                                                                               | [ 202 ] [ 203 ] |
| 117  | Standard Chartered Bank Building              |                           | 185 (607)      | 42                  | Uffici              | 1990                         | 22°16′48.26″N 114°09′32.55″E                                                                               | [ 204 ] |
| 117  | Sino Plaza                                    |                           | 185 (607)      | 38                  | Uffici              | 1992                         | 22°16′52.93″N 114°10′56.03″E                                                                               | [ 205 ] [ 206 ] |
| 117  | Manhattan Heights                             |                           | 185 (607)      | 55                  | Residenziale        | 2000                         | 22°17′01″N 114°07′38.3″E                                                                                   | [ 207 ] [ 208 ] |
| 117  | AIA Central                                   |                           | 185 (607)      | 40                  | Uffici              | 2005                         | 22°16′52.5″N 114°09′42.5″E                                                                                 | - Conosciuto anche come AIG Tower. |
| 121  | Festival City III Tower 1                     |                           | 185 (606)      | 58                  | Residenziale        | 2011                         | 22°22′16.13″N 114°10′35.56″E                                                                               | [ 211 ] |
| 121  | Festival City III Tower 2                     | 185 (606)                 | 58             | Residenziale        | 2011                | 22°22′17.18″N 114°10′36.97″E | [ 212 ] | |
| 121  | Festival City III Tower 3                     | 185 (606)                 | 58             | Residenziale        | 2011                | 22°22′18.12″N 114°10′38.33″E | [ 213 ] | |
| 121  | Festival City III Tower 5                     | 185 (606)                 | 58             | Residenziale        | 2011                | 22°22′18.93″N 114°10′39.77″E | [ 214 ] | |
| 125  | Ocean Pointe                                  | —                         | 184 (603)      | 54                  | Residenziale        | 2001                         | 22°21′56.52″N 114°03′44.64″E                                                                               | [ 215 ] [ 216 ] |
| 126  | Vision City 6                                 |                           | 183 (600)      | 50                  | Residenziale        | 2007                         | 22°22′14.42″N 114°06′52.19″E                                                                               | - Conosciuto anche come Vision City Tower 5. |
| 127  | Banyan Garden 5                               |                           | 183 (599)      | 54                  | Residenziale        | 2003                         | 22°20′02.62″N 114°08′52.73″E                                                                               | [ 174 ] [ 218 ] |
| 128  | Three Pacific Place                           | —                         | 182 (597)      | 40                  | Uffici              | 2004                         | 22°16′36.4″N 114°10′05.37″E                                                                                | [ 219 ] [ 220 ] |
| 128  | Branksome Crest                               | —                         | 182 (597)      | 47                  | Residenziale        | 2003                         | 22°16′22.35″N 114°09′18.59″E                                                                               | [ 221 ] |
| 130  | Convention Plaza Office Tower                 |                           | 181 (595)      | 50                  | Uffici              | 1990                         | 22°16′50.41″N 114°10′26.34″E                                                                               | [ 222 ] [ 223 ] |
| 131  | Liberté 1                                     |                           | 181 (593)      | 51                  | Residenziale        | 2003                         | 22°20′02.54″N 114°08′54.81″E                                                                               | [ 224 ] [ 225 ] |
| 131  | Liberté 2                                     | 181 (593)                 | 51             | Residenziale        | 2003                | 22°20′02.64″N 114°08′55.93″E | [ 224 ] [ 226 ]                                                                                            | |
| 131  | Liberté 3                                     | 181 (593)                 | 51             | Residenziale        | 2003                | 22°20′02.69″N 114°08′57.05″E | [ 224 ] [ 227 ]                                                                                            | |
| 131  | Immigration Tower                             |                           | 181 (593)      | 49                  | Uffici              | 1990                         | 22°16′47″N 114°10′23″E                                                                                     | [ 228 ] [ 229 ] |
| 131  | Revenue Tower                                 |                           | 181 (593)      | 49                  | Uffici              | 1990                         | 22°16′47″N 114°10′19″E                                                                                     | [ 230 ] [ 231 ] |
| 136  | AIA Tower                                     |                           | 180 (592)      | 44                  | Uffici              | 1999                         | 22°17′19.59″N 114°11′32.06″E                                                                               | [ 232 ] [ 233 ] |
| 137  | The Merton 3                                  |                           | 180 (591)      | 51                  | Residenziale        | 2005                         | 22°16′58.21″N 114°07′35.77″E                                                                               | [ 152 ] |
| 137  | Sham Wan Towers 1                             |                           | 180 (591)      | 51                  | Residenziale        | 2003                         | 22°14′37.35″N 114°09′30.55″E                                                                               | [ 234 ] [ 235 ] |
| 137  | Sham Wan Towers 2                             | 180 (591)                 | 51             | Residenziale        | 2003                | 22°14′37.87″N 114°09′31.56″E | [ 235 ] [ 236 ]                                                                                            | |
| 137  | Sham Wan Towers 3                             | 180 (591)                 | 45             | Residenziale        | 2003                | 22°14′38.43″N 114°09′32.68″E | [ 235 ] [ 237 ]                                                                                            | |
| 137  | Liberté 5                                     |                           | 180 (591)      | 52                  | Residenziale        | 2003                         | 22°20′04.98″N 114°08′56.8″E                                                                                | [ 224 ] [ 238 ] |
| 137  | Liberté 6                                     | 180 (591)                 | 52             | Residenziale        | 2003                | 22°20′06.95″N 114°08′56.8″E  | [ 224 ] [ 239 ]                                                                                            | |
| 143  | Banyan Garden 3                               |                           | 180 (590)      | 53                  | Residenziale        | 2003                         | 22°20′02.43″N 114°08′49.89″E                                                                               | [ 174 ] [ 240 ] [ 241 ] |

* Indicates still under construction, but has been topped out.

### In costruzione
| Nome                                               | Immagine | Altezza (m)* | Altezza (ft)* | Piani | Anno (est.) | Coordinate | Note |
| -------------------------------------------------- | -------- | ------------ | ------------- | ----- | ----------- | ---------- | --- |
| New World Centre                                   |          | 265          | 869           | 63    | 2016        |            | |
| Kwun Tong Town Centre Redevelopment Landmark Tower |          | 260          | 853           | 63    | 2019        |            | - altezza del progetto e numero di piano sono stati ridimensionati da 280 metri e 68 piani |
| Somerset House Redevelopment                       |          | 225          | 738           | 51    | 2018        |            | - Questo progetto è conosciuto anche come Taikoo Place Redevelopment Phase 2A Building. - L'altezza del progetto ridotto da originale 295 m per 225                                                           |
| Hopewell Centre II                                 |          | 210          | 689           | 55    | 2018        |            | |
| Taikoo Place Redevelopment Phase 2B Building       |          | 195          | 640           | 46    | —           |            | - Questo progetto è conosciuto anche come Warwick House Redevelopment; - L'altezza del progetto è aumentato da 160 m per 195 m; - Progetto avrà inizio non prima del 2016, dopo Somerset House redevelopment. |

* voci della tabella senza testo indicano che le informazioni relative altezze degli edifici non è ancora stato rilasciato.

## Edifici demoliti
| Nome                                       | Immagine | Altezza m (ft) | Piani | Anni esistevano               | Coordinate                   | Costruzione di sostituzione                                  | Note                                                                |
| ------------------------------------------ | -------- | -------------- | ----- | ----------------------------- | ---------------------------- | ------------------------------------------------------------ | ------------------------------------------------------------------- |
| The Ritz-Carlton Hong Kong (Central)       |          | 142 (465)      | 31    | 1993–2009 (16 years)          | 22°16′52.88″N 114°09′41.28″E | China Construction Bank Tower                                | [ 242 ] [ 243 ]                                                     |
| Hennessy Centre                            |          | 140 (458)      | 41    | 1983–2008 (25 years)          | 22°16′47.28″N 114°11′00.96″E | Hysan Place                                                  | [ 244 ]                                                             |
| Furama Kempinski Hotel                     |          | 110 (360)      | 33    | 1973–2002 (29 years)          | 22°16′52.5″N 114°09′42.5″E   | AIG Tower (now AIA Central)                                  | [ 245 ]                                                             |
| Lodge on the Park                          | —        | 97 (317)       | 29    | 1988–2011 (23 years)          | 22°16′35″N 114°09′25.5″E     | Kennedy Park at Central                                      | [ 246 ] [ 247 ]                                                     |
| Beautiful City Building                    | —        | 93 (306)       | 28    | 1978–c. 2003 (~25 years)      | 22°17′21.7″N 114°12′33.52″E  | CASA 880                                                     | [ 248 ]                                                             |
| Tai Sang Commercial Building               | —        | 90 (295)       | 27    | 1997–2009 (12 years)          | 22°16′38.74″N 114°10′09.67″E | 24-34 Hennessy Road Redevelopment                            | [ 249 ] [ 250 ] [ 251 ]                                             |
| Hong Kong Hilton                           |          | 87 (284)       | 26    | 1962–1992 (30 years)          | 22°16′47.21″N 114°09′37.8″E  | Cheung Kong Centre                                           | [ 252 ]                                                             |
| Elegant Court                              | —        | 83 (273)       | 25    | 1987–c. 2009 (~22 years)      | 22°17′09.73″N 114°11′26.76″E | Twenty One Whitfield                                         | [ 253 ]                                                             |
| Crocodile House 1                          | —        | 77 (251)       | 23    | 1982–2008 (26 years)          | 22°17′06.18″N 114°09′21.29″E | Agricultural Bank of China Tower (50 Connaught Road Central) | [ 254 ] [ 255 ]                                                     |
| Melbourne Industrial Building              | —        | 77 (251)       | 23    | 1977–2005 (28 years)          | 22°17′09.74″N 114°12′48.39″E | One Island East                                              | [ 27 ] [ 256 ]                                                      |
| Aik San Factory Building                   | —        | 73 (240)       | 22    | 1972–2005 (33 years)          | 22°17′08.62″N 114°12′48.37″E | One Island East                                              | [ 27 ] [ 257 ] [ 258 ]                                              |
| Lee Gardens Hotel                          |          | 73 (240)       | 22    | c. 1970s–c. 1990s (~20 years) | 22°16′42″N 114°11′04.6″E     | Manulife Plaza                                               | [ 259 ]                                                             |
| Ananda Tower                               | —        | 70 (229)       | 21    | ?–2008 (? years)              | 22°17′06.89″N 114°09′20.78″E | Agricultural Bank of China Tower (50 Connaught Road Central) | [ 255 ] [ 260 ]                                                     |
| Hong Kong & Shanghai Bank (3rd Generation) |          | 70 (230)       | 13    | 1935–1978 (43 years)          | 22°16′48″N 114°09′34″E       | HSBC Building (Current)                                      | [ 261 ]                                                             |
| Swire House                                |          | 67 (219)       | 20    | 1962–1998 (36 years)          | 22°16′56.01″N 114°09′30.24″E | Chater House                                                 | - Questo edificio era originariamente conosciuto come Union House.  |
| Crocodile House 2                          | —        | 63 (208)       | 19    | 1966–2008 (42 years)          | 22°17′06.6″N 114°09′20.99″E  | Agricultural Bank of China Tower (50 Connaught Road Central) | [ 255 ] [ 264 ]                                                     |
| Chartered Bank Building                    | —        | 60 (197)       | 18    | 1959–1986 (27 anni)           | 22°16′48.26″N 114°09′32.55″E | Standard Chartered Bank Building                             | [ 204 ] [ 265 ] [ 266 ]                                             |
| Hyatt Regency Hong Kong                    | —        | 60 (197)       | 18    | 1964–2006 (42 anni)           | 22°17′49″N 114°10′19″E       | iSQUARE                                                      | - Questo edificio è stato anche conosciuto come il President Hotel. |
| Tung Ying Building                         |          | 57 (186)       | 17    | 1965–2006 (41 anni)           | 22°17′58.56″N 114°10′19.92″E | The ONE                                                      | [ 269 ] [ 270 ]                                                     |
| Tung Sang Building                         | —        | 57 (186)       | 17    | 1972–2006 (34 anni)           | 22°16′36.8″N 114°10′13.29″E  | York Place                                                   | [ 271 ] [ 272 ]                                                     |
| City East Building                         | —        | 53 (175)       | 16    | 1973–2007 (34 anni)           | 22°16′29.18″N 114°10′21.56″E | Gardeneast Serviced Apartments                               | [ 273 ]                                                             |
| Jardine House (3rd Generation)             |          | 53 (175)       | 16    | 1957–1980 (23 anni)           | 22°16′54.84″N 114°09′26.64″E | Wheelock House                                               | [ 274 ] [ 275 ]                                                     |
| Chiao Shang Building                       | —        | 50 (164)       | 15    | 1964–2004 (40 anni)           | 22°16′59.99″N 114°09′17.79″E | 100QRC (100 Queen's Road Central)                            | [ 276 ] [ 277 ]                                                     |
| Dragon Seed Building                       | —        | 43 (142)       | 13    | 1966–2008 (42 anni)           | 22°16′57.26″N 114°09′22.27″E | Prosperity Tower (39 Queen's Road Central)                   | [ 278 ]                                                             |
| Luk Hoi Tong Building                      |          | 43 (142)       | 13    | 1961–2008 (47 anni)           | 22°16′55.46″N 114°09′23.54″E | LHT Tower (31 Queen's Road Central)                          | [ 279 ] [ 280 ]                                                     |
| Alexandra House (2nd Generation)           | —        | 43 (142)       | 13    | 1952–1974 (22 anni)           | 22°16′54.04″N 114°09′30.52″E | Alexandra House (Current)                                    | [ 281 ] [ 282 ]                                                     |
| Kingsford Industrial Centre                | —        | 40 (131)       | 12    | 1986–2006 (20 anni)           | 22°17′37.58″N 114°14′12.76″E | The Spectacle                                                | [ 283 ]                                                             |